# Bömighäuser Viadukt
Der Bömighäuser Viadukt ist eine einspurige Eisenbahnbrücke der Uplandbahn bei Bömighausen, einem Ortsteil der Gemeinde Willingen (Upland) im nordhessischen Landkreis Waldeck-Frankenberg (Deutschland). Es handelt sich um eine Bogenbrücke aus Naturstein und Schüttbeton mit fünf Brückenbögen, vier Brückenpfeilern und zwei Widerlagern. Er wird – nach einer zwischenzeitlichen Unterbrechung von November 1999 bis Dezember 2003 – noch heute für den Eisenbahnverkehr genutzt.

## Geographische Lage
Der Viadukt, beim Kilometer 49,3 der von Korbach über Brilon Wald nach Brilon Stadt führenden Uplandbahn, zwischen der nördlich von Bömighausen gelegenen Haltestelle Bömighausen und dem nördlich von Neerdar gelegenen Bahnhof Neerdar, überbrückt ein enges Tal über einen kleinen, von Nordosten kommenden Bach im Einzugsgebiet der Neerdar und einen Wirtschaftsweg etwa 1 km nördlich des Dorfkerns von Bömighausen. Die Bahnstrecke verläuft hier im Bogen von Osten nach Norden zwischen dem „Wächtler“ 611 m im Nordosten und dem „Werbelberg“ 553,8 m im Südwesten und der Viadukt selbst ist daher ebenfalls leicht gekrümmt.

## Geschichte
Der Viadukt wurde, ebenso wie der etwa 2 Kilometer weiter östlich gelegene Rhenaer Viadukt, von 1915 bis 1916 von der Königlich Preußischen Staatseisenbahn durch die Eisenbahndirektion Cassel erbaut. Nach Fertigstellung der beiden wurde der Streckenabschnitt Lelbach/Rhena – Eimelrod am 1. April 1916 in Betrieb genommen.
Im November 1999 wurde der Verkehr von Korbach nach Brilon Wald unter anderem wegen schweren Mängeln an den Viadukten bei Willingen, Usseln, Rhena und Bömighausen vorübergehend eingestellt. Mittels eines neu entwickelten Verfahrens wurden die Viadukte bei Usseln und Willingen 2002 bzw. 2003 saniert. Die kleineren Viadukte bei Rhena und Bömighausen, bei denen ebenfalls bereits mindestens seit den 1980er Jahren dringender Sanierungsbedarf bestand, wurden 2003 auf die gleiche Weise grundlegend erneuert. Die Brückenpfeiler, deren Inneres aus geschüttetem Beton unterschiedlicher Qualität und Festigkeit bestand, wurden mit zahlreichen Bohrungen von 80 mm Durchmesser bis in die Fundamente und die Gewölbebögen mit Bohrungen von 30 mm Durchmesser versehen, und diese Löcher wurden dann mit einer Zementsuspension gefüllt, was nach dem Aushärten für neue Festigkeit sorgte. Die Außenfassade wurde mit Wasserdruck von 2000 bar gereinigt, loses Gestein wurde abgetragen und mit Spritzbeton wurde eine neue Außenhülle hergestellt. Auch der Überbau der Viadukte wurde erneuert, wobei die aus dem Jahr 1916 stammenden Schwellen durch Y-förmige Stahlschwellen und auch die aus dem Jahr 1960 stammenden Schienen ersetzt wurden.
Nach diesen umfassenden Sanierungsarbeiten konnte der Bahnbetrieb auf der Strecke im Dezember 2003 wieder aufgenommen werden.